# Festival mondial des théâtres de marionnettes
Le Festival Mondial des Théâtres de Marionnettes  est un événement biennal fondé en 1961, et se déroulant à Charleville-Mézières. Il a comme ambition de faire la promotion de l’art de la marionnette et de faire connaître et apprécier l'évolution de cet art, dans le monde.
Le festival dure dix jours. Il comporte des spectacles in et  off, des spectacles de rue et réunit environ 150 000 spectateurs.

Une trentaine de nations sont représentées, soit environ 130 compagnies et 150 spectacles, auxquels s’ajoutent, des rencontres, des expositions, des spectacles de rue, et d'autres événements festifs. À partir de 2009, le festival, triennal à l'origine, est devenu bisannuel, grâce au succès grandissant de la manifestation.
Charleville-Mézières, capitalisant sur la dynamique créée par le festival sur les Arts de la Marionnette, abrite également depuis 1980 l’Union internationale de la marionnette (UNIMA), depuis 1981 l’Institut international de la marionnette (aujourd'hui Pôle International de la Marionnette - Jacques Félix), et depuis 1987 l’École nationale supérieure des arts de la marionnette (ESNAM).

## Histoire
En 1941, Jacques Félix, un jeune homme de 17 ans, découvre la marionnette lors d’un stage mené à Nancy par le maître marionnettiste Geo Condé (1891-1980),. Cette même année, Jacques Félix et sept de ses camarades, du mouvement Scouts de France, produisent une dizaine de spectacles alliant le chant, le mime, la marionnette et le jeu de clown, avec des moyens fort modestes, pour une tournée dans les colonies de vacances. C'est un succès et les représentations durent finalement jusque Noël 1942. Les événements dispersent ensuite cette petite troupe de jeunes amateurs. Il faut en effet fuir le S.T.O..
Quatre ans plus tard, en 1945, Jacques Félix fonde la compagnie des Petits Comédiens de Chiffon et crée des premiers spectacles dans les Ardennes. En 1947, cette compagnie des Petits Comédiens de Chiffon remporte un grand succès  en jouant son premier spectacle d'envergure, Les Gueux au paradis, au théâtre municipal de Charleville (ville qui n'a pas encore fusionnée avec Mézières). La troupe continue ses activités, participant à des kermesses, des Noël d'entreprises, et autres manifestations. À la même époque se créent les premiers festivals nationaux et internationaux, donnant de nouvelles perspectives aux événements culturels : la véritable première édition du festival de Cannes est en 1946, et le festival d'Avignon date de 1947.

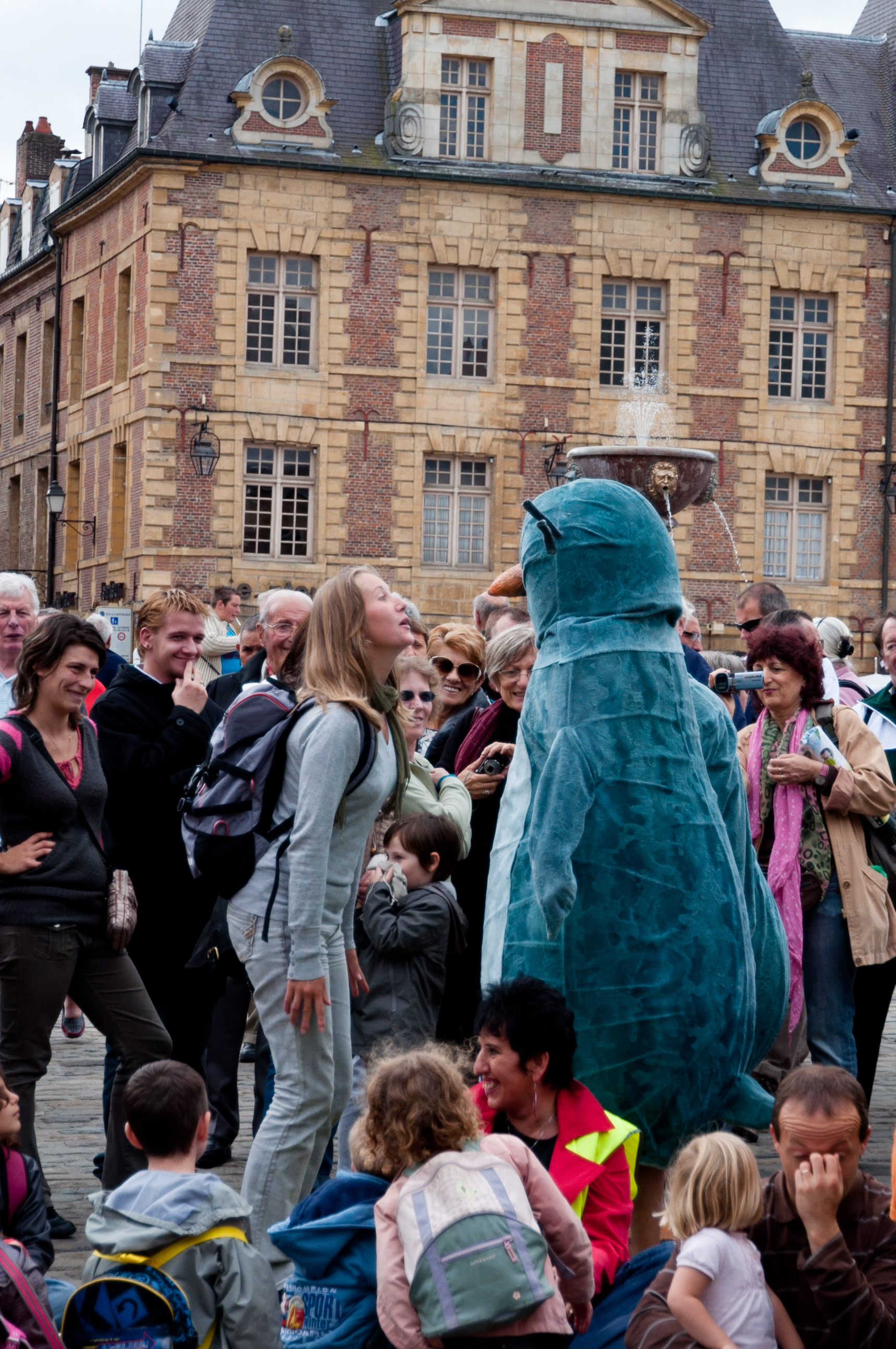
spectacle en 2010 sur la Place Ducale.

En 1954, la compagnie des Petits Comédiens de Chiffon crée à Château-Regnault un spectacle sur le thème d'une légende des Ardennes, Les Quatre fils Aymon, qu’elle a l'occasion de présenter en 1955 à Paris, au Palais de Chaillot, puis à Liège en 1958 dans le cadre du Festival International des Marionnettes. Reconnus désormais par les professionnels, les Petits Comédiens de Chiffons sont invités à l’étranger. La troupe se déplace en Tchécoslovaquie (Karlovy Vary), Allemagne (Euskirchen), Angleterre (Hastings), Pologne (Bielsko-Biala), URSS (Moscou), Italie (Mantoue), Japon (Iida Préfecture de Nagano).
En 1959, Jacques Félix est élu au conseil municipal de Charleville, ce qui lui permet de concilier de plus en plus ses deux passions : les marionnettes et sa ville natale. Le maire de l'époque, André Lebon, est aussi celui qui va orchestrer la fusion entre Charleville, Mézières et 3 autres communes (Il deviendra le premier maire de la nouvelle entité, Charleville-Mézières, en 1966).
En 1961, les Petits Comédiens de Chiffon accueillent le deuxième congrès national du Syndicat des guignolistes et marionnettes français et les spectacles associés donnent vie au premier festival international français du genre.
En 1967, un second festival a lieu lors du congrès  de l’Union Internationale de la Marionnette(UNIMA), mais il n'est pas encore  réellement ouvert au public. En 1972, la compagnie des Petits Comédiens de Chiffons est chargé organiser le onzième congrès international de l’Union Internationale de la Marionnette. Jacques Félix et ses amis profitent de l’occasion pour réaliser un festival vraiment ouvert au public. Le programme connaît un grand succès, notamment grâce à la mobilisation des habitants qui sont huit cents à proposer des logements gratuits aux festivaliers. Des marionnettistes des cinq continents participent à cette manifestation : le festival devient mondial.

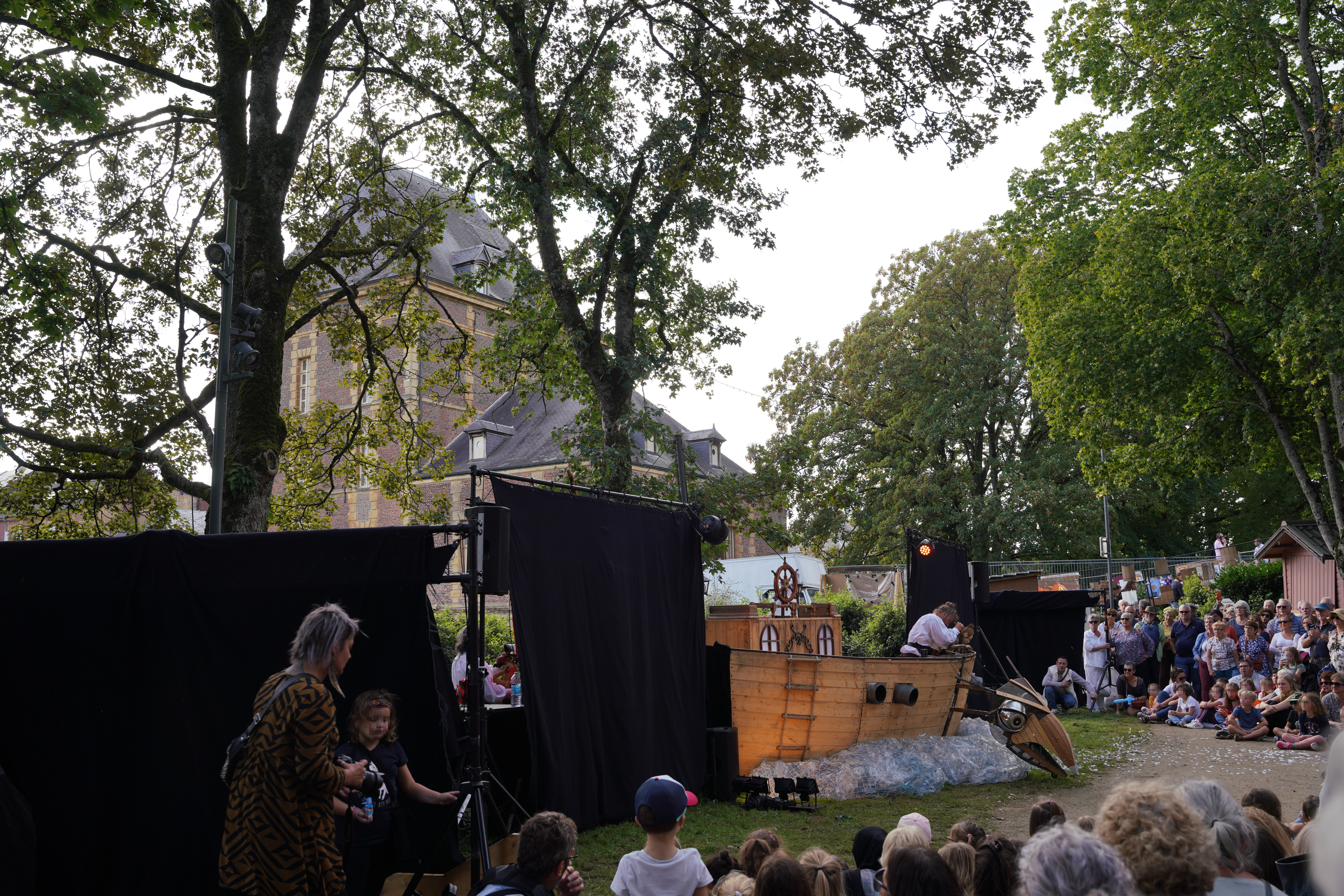
Sur l'île du moulin en 2023.

En 1980, cette Union Internationale de la Marionnette (UNIMA) installe son secrétariat permanent à Charleville-Mézières. Un an plus tard, l’Institut international de la marionnette, un lieu de création, de formation et de recherche, ouvre ses portes, suivi en 1987 par l’École nationale supérieure des arts de la marionnette.
L'anniversaire des cinquante ans de naissance du festival a été relayé en 2011 par de nombreux médias. C'était la 16e édition d'un festival qui venait de passer à une fréquence bi-annuelle et la deuxième édition organisée par Anne-Françoise Cabanis. En 2020, c'est Pierre-Yves Charlois qui prend la direction de l'évènement.
En 2022, le ministère de la Culture et les collectivités territoriales - Région Grand Est, Département des Ardennes, Agglomération Ardenne Métropole et la Ville de Charleville-Mézières - proposent aux Petits Comédiens de Chiffons et à l'Institut International de la Marionnette de se réunir en un seul établissement.
Au 1er janvier 2025, grâce au dialogue de leurs administrateurs respectifs et au travail de la direction déjà commune (Pierre-Yves Charlois), les deux associations vont se fondre en une seule et même entité : le Pôle International de la Marionnette – Jacques Félix.

Le comité de préfiguration du Pôle a insisté sur le fait que la fusion des deux institutions doit se traduire, grâce à l’articulation fine de leurs missions complémentaires, par le prolongement et l’amplification des projets, dans des actions nouvelles au service de la discipline et du territoire.

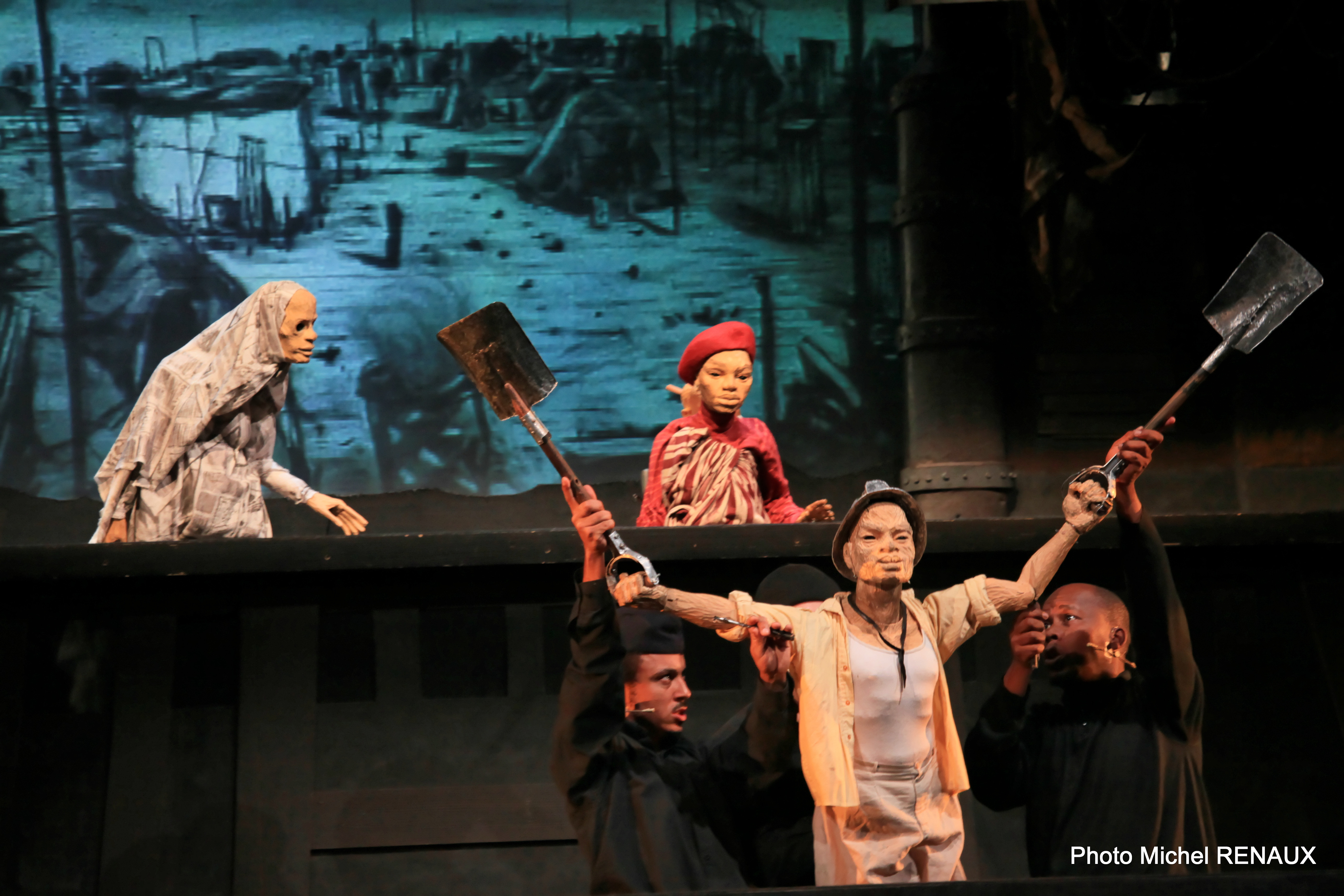
Spectacle en 2011.

## Objectifs du festival et public
Les objectifs du festival sont depuis la première édition à la fois d’offrir aux spectateurs une fenêtre sur l'art de la marionnette dans le monde, et d'autre part de faire bénéficier les Ardennes de cette ouverture au monde.
Si les techniques traditionnelles restent présentes avec les marionnettes à gaines, à tringle, à fil, les marionnettes portées et le théâtre d’ombre, le festival s’ouvre également aux évolutions  contemporaines de cet art et aux innovations. La marionnette est protéiforme, elle est au centre des arts, elle se marie avec la danse, la magie, le cirque, les arts plastiques.
La particularité de ce festival par rapport à d'autres, c'est que « les marionnettistes vont ici énormément voir les spectacles des autres artistes », « ils regardent et s’imprègnent, ce qui génère des échanges et même une mixité dans les productions ultérieures. ».
Un tel festival est donc, pour les spectateurs, mais aussi pour les artistes, un atelier d'altérité, et un lieu de découvertes des cultures du monde.
« Avec l’Amitié et la Volonté, les utopies les plus grandes deviennent réalité… » Jacques Félix
Le festival se déroule actuellement sur toute la ville et a aussi sa partie Off .

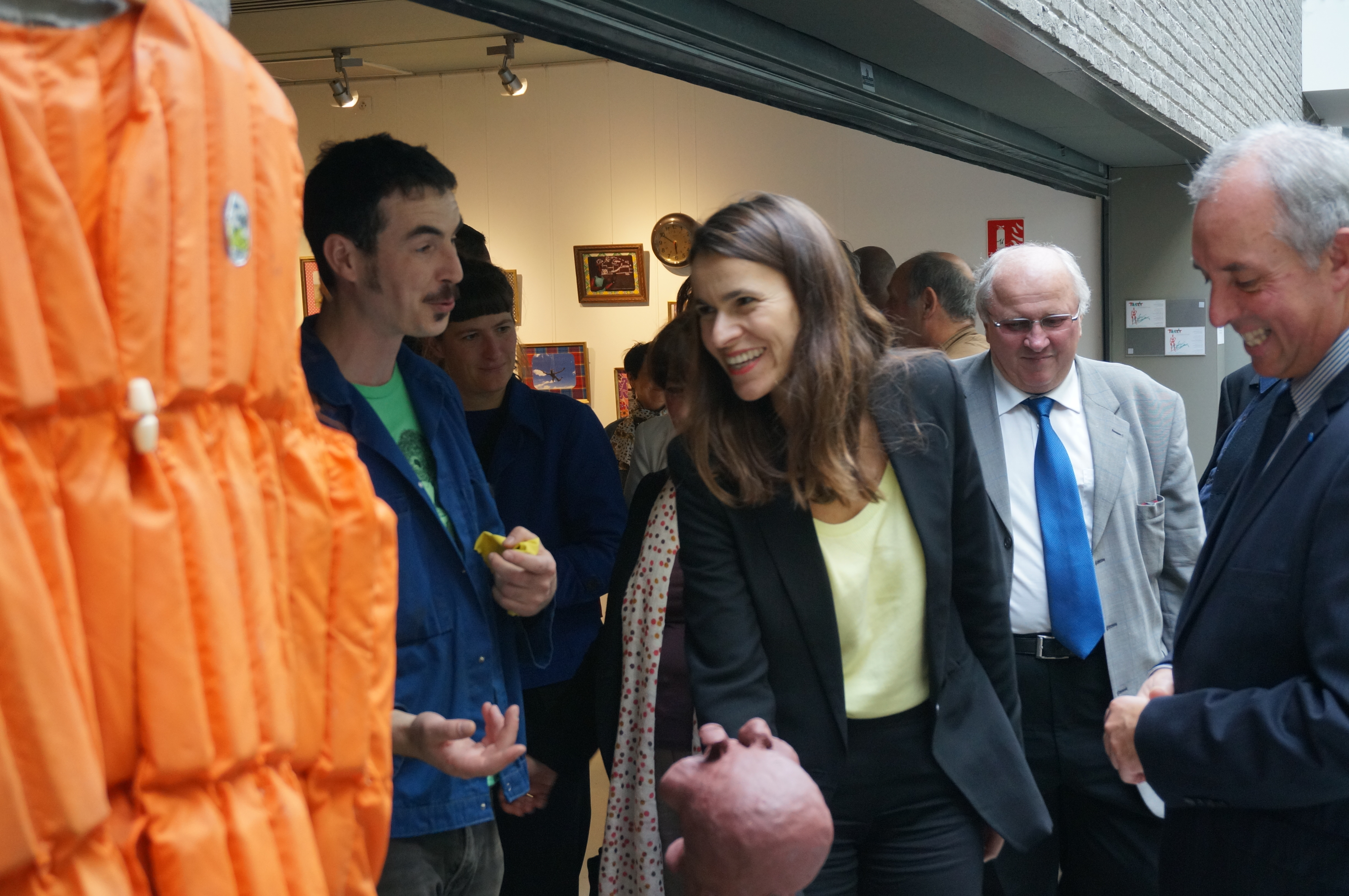
Aurélie Filippetti à la médiathèque pour assister au spectacle Mary Brown.

## Impact
Aujourd'hui, ce festival joue un rôle majeur dans la dynamique touristique du département des Ardennes. Le nombre de visiteurs est estimé à plus de 150 000. D'après une étude de 2009, 76 % des festivaliers sont venus spécialement à Charleville-Mézières. La part relative d'ardennais se réduit progressivement, malgré le succès de l'évènement parmi la population de la ville. 63 % des festivaliers restent plusieurs jours et la durée moyenne de séjour est de 5 jours, ce qui est considérable. D'où un impact particulièrement intéressant pour la restauration, l’hôtellerie et le commerce, en plus de l'impact en termes d'image.

## Pays intervenants
- Afrique Du Sud
- Allemagne
- Algérie
- Australie
- Belgique
- Brésil

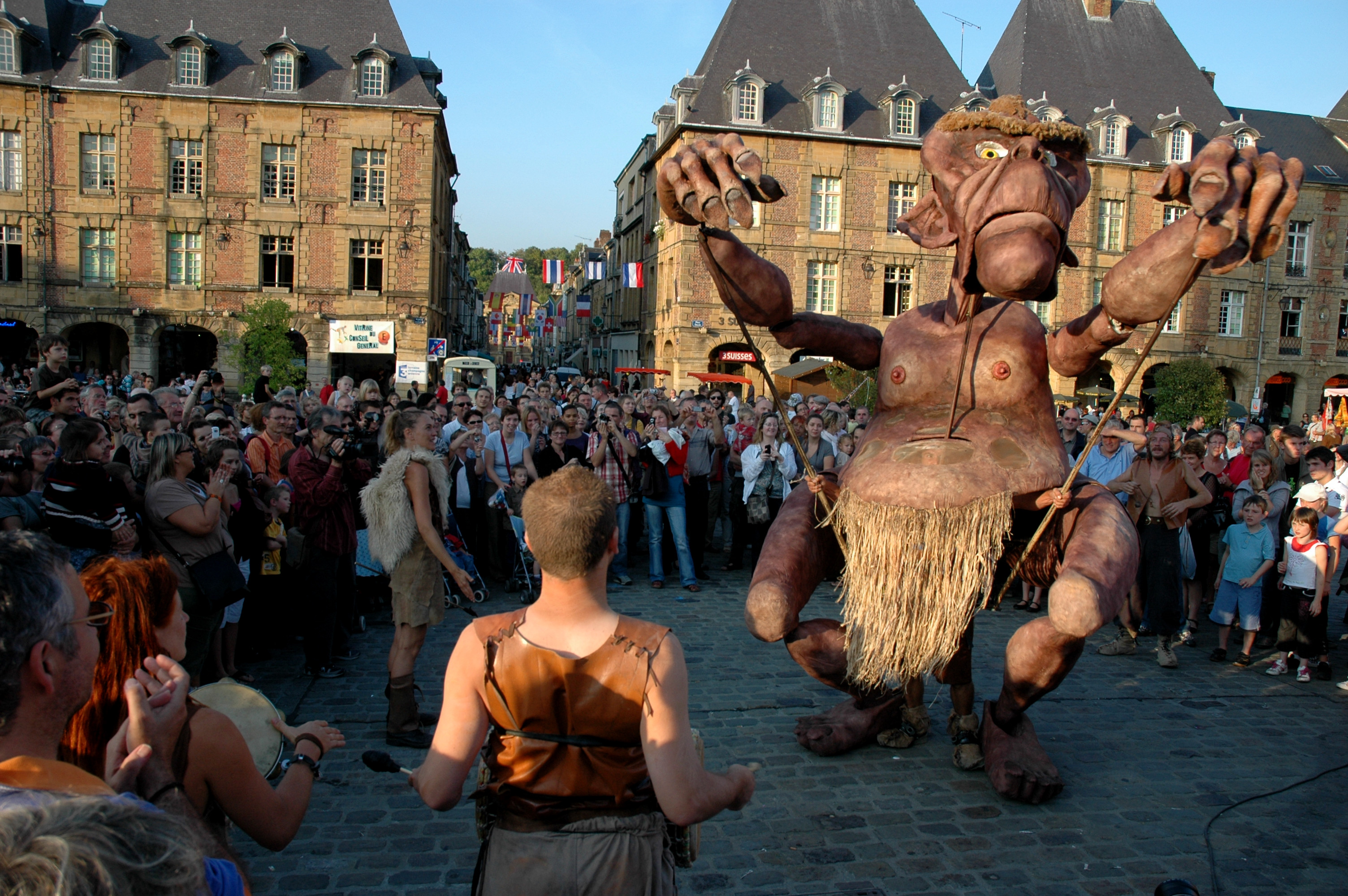
En 2009 sur la place ducale.

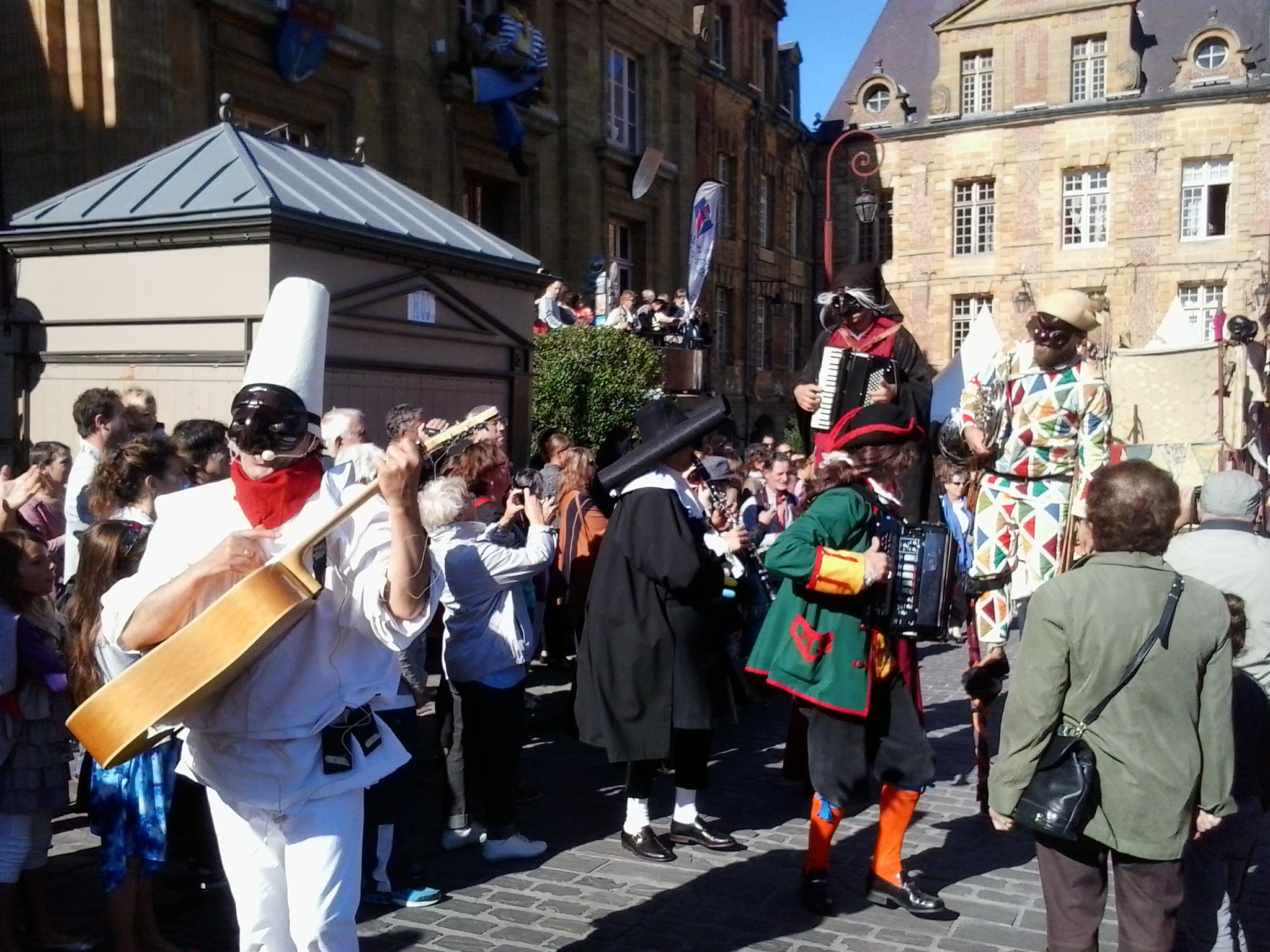
En 2015, teatro del Drago, Ravenne

- Canada, avec l'Association québécoise des marionnettistes
- Chili
- Corée Du Sud
- Cuba
- Espagne
- États-Unis
- Finlande
- France
- Grande-Bretagne
- Hongrie
- Iran
- Israël
- Italie
- Japon
- Maroc
- Pays-Bas
- République tchèque
- Russie
- Suisse
- Taïwan
- Thaïlande

### liens externes
- Site officiel
- Notices d'autorité :   - VIAF
  - BnF (données)
  - IdRef
  - LCCN
  - GND
  - WorldCat